# Cuts from the Crypt
Cuts from the Crypt es un álbum recopilatorio de maquetas y versiones de la banda estadounidense The Misfits, publicado el 30 de octubre de 2001.

## Listado de temas
1. "Dead Kings Rise" – 2:55 (Mars Attacks Demos)
2. "Blacklight" – 1:29  (Mars Attacks Demos)
3. "The Haunting" – 1:35 (Mars Attacks Demos)
4. "The Hunger" – 1:41 (Mars Attacks Demos)
5. "Mars Attacks" – 2:19 (Mars Attacks Demos)
6. "Dr. Phibes Rises Again" – 6:52 (Mars Attacks Demos)
7. "I Got a Right" – 3:00 (We Will Fall:Tributo a Iggy Pop)
8. "Monster Mash" – 2:38 (Monster Mash)
9. "I Wanna Be A NY Ranger" – 1:38 (I Wanna Be NY Ranger)
10. "Scream"(Demo) – 3:34 (Inédito)
11. "1,000,000 Years B.C." – 2:19 (Sesiones de Famous Monsters)
12. "Helena 2" – 3:22 (Sesiones de Famous Monsters)
13. "Devil Doll" – 3:14 (Sesiones de Famous Monsters)
14. "Fiend Without a Face" – 3:00 (Bruiser)
15. "Bruiser" – 2:27 (Bruiser)
16. "No More Moments" – 3:08 (Camppfire Stories)
17. "Rise Above" – 2:44 [en vivo] (inédito)

## Personal
- Michale Graves - voz
- Jerry Only - bajo y voz
- Doyle Wolfgang von Frankenstein - guitarra
- Dr. Chud - batería

Personal adicional
- John Cafiero - voz en #9
- Dez Cadena - guitarra en #17
- ROBO - batería en #17

- Datos: Q1932912